# Corona civica
Corona civica – jedno z wojskowych odznaczeń starożytnego Rzymu w postaci wieńca z liści dębowych.
Przyznawano je żołnierzowi, który podczas walki ocalił życie obywatelowi Rzymu. Pierwotnie nadawane przez uratowanego; warunek stanowiło zgładzenie w walce przynajmniej dwóch wrogów, utrzymanie pozycji i niewycofanie się z boju. W późniejszym czasie odstąpiono od ostatniego warunku. Wieńce wojskowe były kategorią odznaczeń przyznawanych od okresu Republiki.